# Piotr Đinh Văn Dũng
Piotr Đinh Văn Dũng (wiet. Phêrô Đinh Văn Dũng) (ur. ok. 1800 r. w Đông Phú, prowincja Thái Bình w Wietnamie – zm. 6 czerwca 1862 r. w Nam Định w Wietnamie) – katechista, męczennik, święty Kościoła katolickiego.
Piotr Đinh Văn Dũng urodził się w Đông Phú, prowincja Thái Bình. Był rybakiem i ojcem rodziny. Pełnił funkcję katechisty. Został uwięziony w czasie prześladowań. W więzieniu spędził 9 miesięcy. Wielokrotnie go torturowano, żeby zmusić do wyrzeczenia wiary. Został stracony razem ze swoim kuzynem Piotrem Đinh Văn Thuần 6 czerwca 1862 r.
Dzień wspomnienia: 24 listopada w grupie 117 męczenników wietnamskich.
Beatyfikowany 29 kwietnia 1951 r. przez Piusa XII. Kanonizowany przez Jana Pawła II 19 czerwca 1988 r. w grupie 117 męczenników wietnamskich.